# شقواص أشبوني
الشَّقْوَاص الأَشْبُونِيّ (الأشبوني نسبة إلى أَشْبُونَة، وهو بالإنجليزية Lisbon false sun-rose) أو الشَّقْوَاص الغَرْبِيّ (الغربي نسبة إلى غرب الأندلس، باللاتينية Halimium occidentale Willk.) نوع نباتي يتبع جنس الشقواص والفصيلة اللاذنية، اسمه العلمي Halimium lasianthum (Lam.) Spach.

## الموئل والانتشار
موطن هذا النبات أقصى شمال المغرب وشبه الجزيرة الأيبيرية وجنوب غربي فرنسا.